# Aleksandr Kovalyov
Aleksandr Kovalyov (em russo:  Александр Владимирович Ковалëв, Belaya Kalitva, Rostov, 2 de março de 1975) é um ex-canoísta russo especialista em provas de velocidade.

## Carreira
Foi vencedor da medalha de prata em C-2 1000 metros em Atenas 2004, junto com o seu colega de equipa Aleksandr Kostoglod.
Foi vencedor da medalha de bronze em C-2 500 metros em Atenas 2004, junto com o seu colega de equipa Aleksandr Kostoglod.